# Olympische Winterspiele 2006/Eishockey (Frauen)/Kader
Die Kader des olympischen Eishockeyturniers der Frauen 2006, das vom 11. bis zum 20. Februar 2006 im italienischen Turin ausgetragen wurde, bestanden aus insgesamt 160 Spielerinnen in acht Mannschaften. Demzufolge nominierte jedes Team ein Aufgebot von 20 Frauen, das aus zwei Torhüterinnen und 18 Feldspielerinnen bestand.
Im Folgenden sind die Kader der Teams, nach Gruppen sortiert, ebenso aufgelistet wie der jeweilige Trainerstab und weitere Offizielle.

## Nominierungsverfahren
Vor dem Start des olympischen Eishockeyturniers musste jede teilnehmende Nation einen Kader benennen, der 18 Feldspielerinnen und zwei Torhüterinnen für eine Maximalanzahl von 20 Akteuren umfasste. Dieser musste bis spätestens 10. Februar 2006 benannt werden. Die Verbände entschieden sich bei den Feldspielerinnen meist entweder für die offensive Variante mit zwölf Stürmerinnen und sechs Verteidigerinnen oder die defensivere Ausrichtung mit nur elf Angreiferinnen und dafür sieben Abwehrspielerinnen.
| Nation             | Angreiferinnen | Verteidigerinnen | Torhüterinnen |
| ------------------ | -------------- | ---------------- | ------------- |
| Deutschland        | 12             | 6                | 2             |
| Finnland           | 11             | 7                | 2             |
| Italien            | 11             | 7                | 2             |
| Kanada             | 12             | 6                | 2             |
| Russland           | 11             | 7                | 2             |
| Schweden           | 12             | 6                | 2             |
| Schweiz            | 11             | 7                | 2             |
| Vereinigte Staaten | 11             | 7                | 2             |

## Legende
| Allgemein   |                                                     |                                                     |                                                     |
| Nr.         | Trikotnummer der Spielerin                          | Trikotnummer der Spielerin                          | Trikotnummer der Spielerin                          |
| Pos.        | Position der Spielerin                              | F                                                   | Angreiferin                                         |
| Pos.        | Position der Spielerin                              | D                                                   | Verteidigerin                                       |
| Team (Liga) | Vereinsmannschaft (und Liga) zu Beginn des Turniers | Vereinsmannschaft (und Liga) zu Beginn des Turniers | Vereinsmannschaft (und Liga) zu Beginn des Turniers |

| Statistiken      |                  |               |                   |
| Feldspielerinnen | Feldspielerinnen | Torhüterinnen | Torhüterinnen     |
| Sp               | Spiele           | S             | Siege             |
| T                | Tore             | U             | Unentschieden     |
| V                | Vorlagen         | N             | Niederlagen       |
| Pkt              | Scorerpunkte     | Min           | gespielte Minuten |
| SM               | Strafminuten     | GT            | Gegentore         |
| +/−              | Plus/Minus       | SO            | Shutouts          |
|                  |                  | Sv%           | Fangquote         |
|                  |                  | GTS           | Gegentorschnitt   |

## Gruppe A

### Italien
| Feldspielerinnen | Feldspielerinnen       | Feldspielerinnen | Feldspielerinnen | Feldspielerinnen | Feldspielerinnen | Feldspielerinnen | Feldspielerinnen | Feldspielerinnen | Feldspielerinnen | Feldspielerinnen                  |
| Nr.              | Name                   | Pos.             | Geburtsdatum     | Sp               | T                | V                | Pkt              | SM               | +/−              | Team                              |
| ---------------- | ---------------------- | ---------------- | ---------------- | ---------------- | ---------------- | ---------------- | ---------------- | ---------------- | ---------------- | --------------------------------- |
| 2                | Michela Angeloni       | D                | 25. Sep. 1984    | 5                | 0                | 0                | 0                | 4                | −12              | HC Lario Halloween Como (Serie A) |
| 12               | Evelyn Bazzanella – C  | F                | 15. Juni 1976    | 5                | 0                | 1                | 1                | 4                | −1               | HC Eagles Bozen (Serie A)         |
| 9                | Valentina Bettarini    | D                | 29. Juni 1990    | 5                | 0                | 1                | 1                | 4                | −5               | HC Eagles Bozen (Serie A)         |
| 8                | Celeste Bissardella    | F                | 17. Okt. 1988    | 5                | 0                | 0                | 0                | 2                | −10              | HC Eagles Bozen (Serie A)         |
| 29               | Heidi Caldart          | F                | 19. Okt. 1983    | 5                | 0                | 0                | 0                | 2                | −6               | Agordo Hockey (Serie A)           |
| 18               | Silvia Carignano       | F                | 11. Aug. 1987    | 5                | 0                | 0                | 0                | 2                | −11              | HC All Stars Piemonte (Serie A)   |
| 14               | Rebecca Fiorese        | D                | 4. Sep. 1980     | 5                | 0                | 0                | 0                | 6                | −11              | HC Lario Halloween Como (Serie A) |
| 11               | Sabina Florian – A     | F                | 28. Mai 1983     | 5                | 1                | 0                | 1                | 2                | −9               | SC Riessersee (Bundesliga)        |
| 25               | Anna De la Forest      | F                | 24. Juni 1988    | 5                | 0                | 0                | 0                | 2                | −7               | HC All Stars Piemonte (Serie A)   |
| 13               | Manuela Friz – A       | D                | 16. Aug. 1978    | 5                | 0                | 0                | 0                | 2                | −17              | Agordo Hockey (Serie A)           |
| 24               | Waltraud Kaser         | F                | 3. Juli 1980     | 5                | 0                | 1                | 1                | 8                | −7               | HC Eagles Bozen (Serie A)         |
| 10               | Maria Michaela Leitner | F                | 30. Dez. 1981    | 5                | 2                | 1                | 3                | 0                | −2               | HC Eagles Bozen (Serie A)         |
| 19               | Nadia De Nardin        | D                | 14. Nov. 1975    | 5                | 0                | 0                | 0                | 10               | −7               | Agordo Hockey (Serie A)           |
| 7                | Linda De Rocco         | D                | 3. Jan. 1986     | 5                | 0                | 0                | 0                | 34               | −12              | Agordo Hockey (Serie A)           |
| 17               | Diana Da Rugna         | F                | 16. Okt. 1989    | 5                | 0                | 0                | 0                | 4                | −15              | Agordo Hockey (Serie A)           |
| 16               | Katharina Sparer       | D                | 22. Feb. 1990    | 5                | 0                | 0                | 0                | 4                | +1               | HC Eagles Bozen (Serie A)         |
| 27               | Silvia Toffano         | F                | 5. Jan. 1985     | 5                | 0                | 0                | 0                | 2                | −14              | HC Eagles Bozen (Serie A)         |
| 23               | Sabrina Viel           | F                | 17. Feb. 1973    | 5                | 0                | 0                | 0                | 0                | −13              | Agordo Hockey (Serie A)           |

| Torhüterinnen | Torhüterinnen    | Torhüterinnen | Torhüterinnen | Torhüterinnen | Torhüterinnen | Torhüterinnen | Torhüterinnen | Torhüterinnen | Torhüterinnen | Torhüterinnen | Torhüterinnen | Torhüterinnen                   |
| Nr.           | Name             | Geburtsdatum  | Sp            | S             | U             | N             | Min           | GT            | SO            | Sv%           | GTS           | Team                            |
| ------------- | ---------------- | ------------- | ------------- | ------------- | ------------- | ------------- | ------------- | ------------- | ------------- | ------------- | ------------- | ------------------------------- |
| 1             | Luana Frasnelli  | 25. Juli 1975 | 3             | 0             | 0             | 3             | 80:00         | 17            | 0             | 75,00         | 12,75         | HC Eagles Bozen (Serie A)       |
| 26            | Debora Montanari | 17. Okt. 1980 | 5             | 0             | 0             | 5             | 220:00        | 31            | 0             | 82,08         | 8,45          | HC All Stars Piemonte (Serie A) |

| Offizielle        | Offizielle | Offizielle       | Offizielle    |
| Funktion          | Nat.       | Name             | Geburtsdatum  |
| ----------------- | ---------- | ---------------- | ------------- |
| Cheftrainer       | Italien    | Markus Sparer    | 22. Dez. 1963 |
| Assistenztrainer  | Italien    | Roberto Ganz     | 6. Mai 1955   |
| Assistenztrainer  | Italien    | Angelo Segata    | 27. Juni 1946 |
| Mannschaftsführer | Italien    | Rosalia Giordano | 23. Juni 1957 |

### Kanada
| Feldspielerinnen | Feldspielerinnen        | Feldspielerinnen | Feldspielerinnen | Feldspielerinnen | Feldspielerinnen | Feldspielerinnen | Feldspielerinnen | Feldspielerinnen | Feldspielerinnen | Feldspielerinnen                       |
| Nr.              | Name                    | Pos.             | Geburtsdatum     | Sp               | T                | V                | Pkt              | SM               | +/−              | Team                                   |
| ---------------- | ----------------------- | ---------------- | ---------------- | ---------------- | ---------------- | ---------------- | ---------------- | ---------------- | ---------------- | -------------------------------------- |
| 2                | Meghan Agosta           | F                | 12. Feb. 1987    | 5                | 3                | 1                | 4                | 2                | +5               | Windsor Wildcats (PWHL)                |
| 10               | Gillian Apps            | F                | 2. Nov. 1983     | 5                | 7                | 7                | 14               | 14               | +13              | Dartmouth College (ECAC)               |
| 17               | Jennifer Botterill      | F                | 1. Mai 1979      | 5                | 1                | 6                | 7                | 4                | +6               | Toronto Aeros (NWHL)                   |
| 77               | Cassie Campbell – C     | F                | 22. Nov. 1973    | 5                | 0                | 5                | 5                | 2                | +4               | Calgary Oval X-Treme (WWHL)            |
| 9                | Gillian Ferrari         | D                | 23. Juni 1980    | 5                | 0                | 0                | 0                | 0                | +12              | Brampton Thunder (NWHL)                |
| 15               | Danielle Goyette        | F                | 30. Jan. 1966    | 5                | 4                | 2                | 6                | 6                | +4               | Calgary Oval X-Treme (WWHL)            |
| 16               | Jayna Hefford           | F                | 14. Mai 1977     | 5                | 3                | 4                | 7                | 0                | +8               | Brampton Thunder (NWHL)                |
| 4                | Becky Kellar            | D                | 1. Jan. 1975     | 5                | 0                | 1                | 1                | 2                | +10              | Oakville Ice (NWHL)                    |
| 27               | Gina Kingsbury          | F                | 26. Nov. 1981    | 5                | 0                | 3                | 3                | 2                | +3               | Montréal Axion (NWHL)                  |
| 3                | Carla MacLeod           | D                | 16. Juni 1982    | 5                | 2                | 2                | 4                | 2                | +15              | University of Wisconsin–Madison (WCHA) |
| 13               | Caroline Ouellette      | D                | 25. Mai 1979     | 5                | 5                | 4                | 9                | 4                | +12              | University of Minnesota Duluth (WCHA)  |
| 7                | Cherie Piper            | F                | 29. Juni 1981    | 5                | 7                | 8                | 15               | 0                | +15              | Dartmouth College (ECAC)               |
| 11               | Cheryl Pounder – A      | D                | 21. Juni 1976    | 5                | 2                | 2                | 4                | 6                | +9               | Toronto Aeros (NWHL)                   |
| 5                | Colleen Sostorics       | D                | 17. Dez. 1979    | 4                | 0                | 1                | 1                | 2                | +11              | Calgary Oval X-Treme (WWHL)            |
| 61               | Vicky Sunohara – A      | F                | 18. Mai 1970     | 5                | 1                | 2                | 3                | 2                | +3               | Brampton Thunder (NWHL)                |
| 26               | Sarah Vaillancourt      | F                | 8. Mai 1985      | 5                | 2                | 4                | 6                | 2                | +7               | Harvard University (ECAC)              |
| 8                | Katie Weatherston       | F                | 6. Apr. 1983     | 5                | 4                | 1                | 5                | 2                | +8               | Dartmouth College (ECAC)               |
| 22               | Hayley Wickenheiser – A | F                | 12. Aug. 1978    | 5                | 5                | 12               | 17               | 6                | +15              | Calgary Oval X-Treme (WWHL)            |

| Torhüterinnen | Torhüterinnen    | Torhüterinnen | Torhüterinnen | Torhüterinnen | Torhüterinnen | Torhüterinnen | Torhüterinnen | Torhüterinnen | Torhüterinnen | Torhüterinnen | Torhüterinnen | Torhüterinnen           |
| Nr.           | Name             | Geburtsdatum  | Sp            | S             | U             | N             | Min           | GT            | SO            | Sv%           | GTS           | Team                    |
| ------------- | ---------------- | ------------- | ------------- | ------------- | ------------- | ------------- | ------------- | ------------- | ------------- | ------------- | ------------- | ----------------------- |
| 32            | Charline Labonté | 15. Okt. 1985 | 3             | 3             | 0             | 0             | 180:00        | 1             | 2             | 97,6          | 0,33          | Montréal Axion (NWHL)   |
| 33            | Kim St-Pierre    | 14. Dez. 1978 | 2             | 2             | 0             | 0             | 120:00        | 1             | 1             | 92,3          | 0,50          | Québec Avalanche (NWHL) |

| Offizielle         | Offizielle | Offizielle      | Offizielle    |
| Funktion           | Nat.       | Name            | Geburtsdatum  |
| ------------------ | ---------- | --------------- | ------------- |
| Cheftrainerin      | Kanada     | Melody Davidson | 22. Dez. 1963 |
| Assistenztrainer   | Kanada     | Tim Bothwell    | 6. Mai 1955   |
| Assistenztrainerin | Kanada     | Margot Page     | 27. Juni 1964 |
| Mannschaftsführer  | Kanada     | Julie Healy     | 23. Juni 1957 |

### Russland
| Feldspielerinnen | Feldspielerinnen              | Feldspielerinnen | Feldspielerinnen | Feldspielerinnen | Feldspielerinnen | Feldspielerinnen | Feldspielerinnen | Feldspielerinnen | Feldspielerinnen | Feldspielerinnen                                    |
| Nr.              | Name                          | Pos.             | Geburtsdatum     | Sp               | T                | V                | Pkt              | SM               | +/−              | Team                                                |
| ---------------- | ----------------------------- | ---------------- | ---------------- | ---------------- | ---------------- | ---------------- | ---------------- | ---------------- | ---------------- | --------------------------------------------------- |
| 2                | Marija Barykina               | D                | 9. Dez. 1973     | 5                | 0                | 1                | 1                | 4                | −1               | Tornado Moskowskaja Oblast (Russ. Meisterschaft)    |
| 27               | Jelena Bjalkowskaja           | D                | 22. März 1977    | 5                | 0                | 1                | 1                | 2                | −4               | SKIF Moskau (Russ. Meisterschaft)                   |
| 23               | Tatjana Burina                | F                | 20. März 1980    | 5                | 1                | 0                | 1                | 14               | −1               | Tornado Moskowskaja Oblast (Russ. Meisterschaft)    |
| 4                | Aljona Chomitsch              | D                | 26. Feb. 1981    | 5                | 0                | 1                | 1                | 4                | −2               | Spartak-Merkuri Jekaterinburg (Russ. Meisterschaft) |
| 24               | Ija Gawrilowa                 | F                | 3. Sep. 1987     | 5                | 2                | 0                | 2                | 14               | −2               | SKIF Moskau (Russ. Meisterschaft)                   |
| 12               | Julija Gladyschewa            | F                | 4. Dez. 1981     | 5                | 1                | 0                | 1                | 2                | −1               | SKIF Moskau (Russ. Meisterschaft)                   |
| 16               | Alexandra Kapustina           | D                | 7. Apr. 1984     | 5                | 1                | 0                | 1                | 8                | −1               | Spartak-Merkuri Jekaterinburg (Russ. Meisterschaft) |
| 10               | Larissa Mischina              | F                | 10. Sep. 1975    | 5                | 3                | 1                | 4                | 2                | ±0               | SKIF Moskau (Russ. Meisterschaft)                   |
| 25               | Jekaterina Paschkewitsch – A  | F                | 19. Dez. 1972    | 5                | 0                | 1                | 1                | 8                | −3               | Tornado Moskowskaja Oblast (Russ. Meisterschaft)    |
| 15               | Olga Permjakowa               | D                | 12. Apr. 1982    | 3                | 0                | 0                | 0                | 0                | −6               | Tornado Moskowskaja Oblast (Russ. Meisterschaft)    |
| 14               | Kristina Petrowskaja          | D                | 3. Juni 1980     | 2                | 0                | 0                | 0                | 6                | −3               | Tornado Moskowskaja Oblast (Russ. Meisterschaft)    |
| 29               | Schanna Schtscheltschkowa – C | D                | 10. Feb. 1969    | 5                | 0                | 2                | 2                | 2                | ±0               | SKIF Moskau (Russ. Meisterschaft)                   |
| 5                | Galina Skiba                  | F                | 9. Mai 1984      | 5                | 0                | 0                | 0                | 2                | −1               | SKIF Moskau (Russ. Meisterschaft)                   |
| 17               | Jekaterina Smolenzewa – A     | F                | 15. Sep. 1981    | 5                | 0                | 2                | 2                | 0                | −2               | Tornado Moskowskaja Oblast (Russ. Meisterschaft)    |
| 7                | Jekaterina Smolina            | F                | 8. Okt. 1988     | 5                | 0                | 0                | 0                | 12               | −1               | SKIF Moskau (Russ. Meisterschaft)                   |
| 11               | Tatjana Sotnikowa             | F                | 20. Jan. 1981    | 5                | 0                | 1                | 1                | 4                | −4               | SKIF Moskau (Russ. Meisterschaft)                   |
| 21               | Swetlana Trefilowa            | F                | 20. Mai 1973     | 5                | 4                | 0                | 4                | 2                | +1               | Tornado Moskowskaja Oblast (Russ. Meisterschaft)    |
| 28               | Oksana Tretjakowa             | F                | 10. März 1979    | 5                | 0                | 0                | 0                | 2                | −2               | SKIF Moskau (Russ. Meisterschaft)                   |

| Torhüterinnen | Torhüterinnen         | Torhüterinnen | Torhüterinnen | Torhüterinnen | Torhüterinnen | Torhüterinnen | Torhüterinnen | Torhüterinnen | Torhüterinnen | Torhüterinnen | Torhüterinnen | Torhüterinnen                     |
| Nr.           | Name                  | Geburtsdatum  | Sp            | S             | U             | N             | Min           | GT            | SO            | Sv%           | GTS           | Team                              |
| ------------- | --------------------- | ------------- | ------------- | ------------- | ------------- | ------------- | ------------- | ------------- | ------------- | ------------- | ------------- | --------------------------------- |
| 33            | Nadeschda Alexandrowa | 3. Jan. 1986  | 1             | 0             | 0             | 1             | 43:35         | 7             | 0             | 74,1          | 9,64          | SKIF Moskau (Russ. Meisterschaft) |
| 20            | Irina Gaschennikowa   | 11. Mai 1975  | 5             | 2             | 0             | 3             | 266:25        | 12            | 0             | 87,6          | 2,70          | SKIF Moskau (Russ. Meisterschaft) |

| Offizielle       | Offizielle | Offizielle        | Offizielle    |
| Funktion         | Nat.       | Name              | Geburtsdatum  |
| ---------------- | ---------- | ----------------- | ------------- |
| Cheftrainer      | Russland   | Alexei Kalinzew   | 9. Feb. 1963  |
| Assistenztrainer | Russland   | Alexei Scherebzow | 22. Nov. 1949 |
| Team-Manager     | Russland   | Igor Tusik        | 13. Nov. 1943 |

### Schweden
| Feldspielerinnen | Feldspielerinnen      | Feldspielerinnen | Feldspielerinnen | Feldspielerinnen | Feldspielerinnen | Feldspielerinnen | Feldspielerinnen | Feldspielerinnen | Feldspielerinnen | Feldspielerinnen                        |
| Nr.              | Name                  | Pos.             | Geburtsdatum     | Sp               | T                | V                | Pkt              | SM               | +/−              | Team                                    |
| ---------------- | --------------------- | ---------------- | ---------------- | ---------------- | ---------------- | ---------------- | ---------------- | ---------------- | ---------------- | --------------------------------------- |
| 23               | Gunilla Andersson – A | D                | 26. Apr. 1975    | 5                | 3                | 3                | 6                | 4                | +2               | Mälarhöjden/Bredäng Hockey (Division 1) |
| 4                | Jenni Asserholt       | D                | 8. Apr. 1988     | 5                | 0                | 2                | 2                | 12               | +1               | Örebro HK (Division 1)                  |
| 17               | Ann-Louise Edstrand   | F                | 25. Apr. 1975    | 5                | 2                | 0                | 2                | 4                | ±0               | Mälarhöjden/Bredäng Hockey (Division 1) |
| 21               | Joa Elfsberg          | D                | 30. Juli 1979    | 5                | 0                | 0                | 0                | 6                | +1               | Brynäs IF (Division 1)                  |
| 22               | Emma Eliasson         | D                | 12. Juni 1989    | 5                | 0                | 1                | 1                | 6                | −1               | MODO Hockey (Division 1)                |
| 8                | Erika Holst – C       | F                | 8. Apr. 1979     | 5                | 1                | 3                | 4                | 2                | +1               | Mälarhöjden/Bredäng Hockey (Division 1) |
| 24               | Nanna Jansson         | F                | 7. Juli 1983     | 5                | 2                | 1                | 3                | 4                | −2               | Brynäs IF (Division 1)                  |
| 27               | Ylva Lindberg         | D                | 29. Juni 1976    | 4                | 1                | 2                | 3                | 2                | +1               | Mälarhöjden/Bredäng Hockey (Division 1) |
| 12               | Jenny Lindqvist       | F                | 21. Juli 1978    | 5                | 0                | 0                | 0                | 2                | −1               | Mälarhöjden/Bredäng Hockey (Division 1) |
| 18               | Kristina Lundberg     | F                | 10. Juni 1985    | 5                | 0                | 0                | 0                | 4                | −1               | MODO Hockey (Division 1)                |
| 3                | Frida Nevalainen      | D                | 27. Jan. 1987    | 5                | 0                | 2                | 2                | 6                | +2               | MODO Hockey (Division 1)                |
| 19               | Emelie O’Konor        | F                | 21. Feb. 1983    | 5                | 0                | 2                | 2                | 2                | −1               | AIK Solna (Division 1)                  |
| 7                | Maria Rooth – A       | F                | 2. Nov. 1979     | 5                | 5                | 4                | 9                | 2                | +2               | Mälarhöjden/Bredäng Hockey (Division 1) |
| 28               | Danijela Rundqvist    | F                | 26. Sep. 1984    | 5                | 0                | 0                | 0                | 10               | −1               | AIK Solna (Division 1)                  |
| 25               | Therése Sjölander     | F                | 4. Mai 1981      | 5                | 3                | 1                | 4                | 0                | −1               | MODO Hockey (Division 1)                |
| 15               | Katarina Timglas      | F                | 24. Nov. 1985    | 5                | 1                | 0                | 1                | 0                | +1               | AIK Solna (Division 1)                  |
| 9                | Anna Vikman           | F                | 13. Jan. 1981    | 4                | 0                | 0                | 0                | 0                | +1               | MODO Hockey (Division 1)                |
| 16               | Pernilla Winberg      | F                | 24. Feb. 1989    | 5                | 1                | 3                | 4                | 2                | −2               | AIK Solna (Division 1)                  |

| Torhüterinnen | Torhüterinnen     | Torhüterinnen | Torhüterinnen | Torhüterinnen | Torhüterinnen | Torhüterinnen | Torhüterinnen | Torhüterinnen | Torhüterinnen | Torhüterinnen | Torhüterinnen | Torhüterinnen               |
| Nr.           | Name              | Geburtsdatum  | Sp            | S             | U             | N             | Min           | GT            | SO            | Sv%           | GTS           | Team                        |
| ------------- | ----------------- | ------------- | ------------- | ------------- | ------------- | ------------- | ------------- | ------------- | ------------- | ------------- | ------------- | --------------------------- |
| 1             | Cecilia Andersson | 4. Okt. 1982  | 2             | 1             | 0             | 1             | 120:00        | 8             | 1             | 84,3          | 4,00          | Concordia University (RSEQ) |
| 30            | Kim Martin        | 28. Feb. 1986 | 3             | 2             | 0             | 1             | 190:00        | 7             | 0             | 92,7          | 2,21          | AIK Solna (Division 1)      |

| Offizielle        | Offizielle | Offizielle    | Offizielle   |
| Funktion          | Nat.       | Name          | Geburtsdatum |
| ----------------- | ---------- | ------------- | ------------ |
| Cheftrainer       | Schweden   | Peter Elander | 1. März 1960 |
| Assistenztrainer  | Schweden   | Peter Bolin   | 26. Mai 1961 |
| Mannschaftsführer | Schweden   | Lars Karlsson | 28. Mai 1953 |

## Gruppe B

### Deutschland
| Feldspielerinnen | Feldspielerinnen      | Feldspielerinnen | Feldspielerinnen | Feldspielerinnen | Feldspielerinnen | Feldspielerinnen | Feldspielerinnen | Feldspielerinnen | Feldspielerinnen | Feldspielerinnen                      |
| Nr.              | Name                  | Pos.             | Geburtsdatum     | Sp               | T                | V                | Pkt              | SM               | +/−              | Team                                  |
| ---------------- | --------------------- | ---------------- | ---------------- | ---------------- | ---------------- | ---------------- | ---------------- | ---------------- | ---------------- | ------------------------------------- |
| 81               | Maritta Becker – A    | F                | 11. März 1981    | 5                | 3                | 2                | 5                | 10               | +1               | DSC Oberthurgau (LKA)                 |
| 25               | Franziska Busch       | F                | 20. Okt. 1985    | 5                | 0                | 0                | 0                | 0                | −1               | WSV Braunlage (Bundesliga)            |
| 66               | Bettina Evers         | F                | 17. Aug. 1981    | 5                | 0                | 0                | 0                | 0                | −1               | Grefrather EC (Bundesliga)            |
| 18               | Susanne Fellner       | D                | 26. Feb. 1985    | 5                | 0                | 0                | 0                | 0                | ±0               | DSC Oberthurgau (LKA)                 |
| 24               | Stephanie Frühwirt    | D                | 22. Juli 1980    | 5                | 0                | 0                | 0                | 8                | −1               | TV Kornwestheim (Bundesliga)          |
| 12               | Susann Götz           | F                | 14. Dez. 1982    | 5                | 0                | 0                | 0                | 6                | −3               | OSC Berlin (Bundesliga)               |
| 29               | Claudia Grundmann – A | F                | 22. Apr. 1976    | 5                | 0                | 0                | 0                | 6                | −1               | OSC Berlin (Bundesliga)               |
| 10               | Nikola Holmes         | F                | 18. Feb. 1981    | 5                | 1                | 0                | 1                | 0                | −1               | OSC Berlin (Bundesliga)               |
| 23               | Sabrina Kruck         | D                | 3. Nov. 1981     | 5                | 0                | 0                | 0                | 2                | ±0               | SC Riessersee (Bundesliga)            |
| 28               | Andrea Lanzl          | F                | 8. Okt. 1987     | 5                | 0                | 0                | 0                | 4                | +2               | EC Bergkamen (Bundesliga)             |
| 21               | Michaela Lanzl        | F                | 21. Feb. 1983    | 5                | 1                | 3                | 4                | 2                | +2               | University of Minnesota Duluth (WCHA) |
| 19               | Christina Oswald – C  | D                | 26. Juli 1973    | 5                | 1                | 0                | 1                | 10               | −1               | SC Riessersee (Bundesliga)            |
| 15               | Nina Ritter           | D                | 26. Jan. 1981    | 5                | 1                | 2                | 3                | 2                | ±0               | Hamburger SV (Bundesliga)             |
| 14               | Anja Scheytt          | F                | 5. Dez. 1980     | 5                | 0                | 0                | 0                | 8                | −1               | OSC Berlin (Bundesliga)               |
| 17               | Sara Seiler           | F                | 25. Jan. 1983    | 5                | 1                | 0                | 1                | 8                | ±0               | DSC Oberthurgau (LKA)                 |
| 16               | Denise Soesilo        | F                | 10. Mai 1987     | 5                | 0                | 1                | 1                | 0                | ±0               | Hamburger SV (Bundesliga)             |
| 2                | Jenny Tamás           | D                | 18. Jan. 1990    | 5                | 0                | 1                | 1                | 4                | −3               | ERV Schweinfurt (Landesliga Bayern)   |
| 9                | Raffaela Wolf         | F                | 20. Juni 1978    | 5                | 0                | 0                | 0                | 0                | −2               | ESC Planegg (Bundesliga)              |

| Torhüterinnen | Torhüterinnen             | Torhüterinnen | Torhüterinnen | Torhüterinnen | Torhüterinnen | Torhüterinnen | Torhüterinnen | Torhüterinnen | Torhüterinnen | Torhüterinnen | Torhüterinnen | Torhüterinnen               |
| Nr.           | Name                      | Geburtsdatum  | Sp            | S             | U             | N             | Min           | GT            | SO            | Sv%           | GTS           | Team                        |
| ------------- | ------------------------- | ------------- | ------------- | ------------- | ------------- | ------------- | ------------- | ------------- | ------------- | ------------- | ------------- | --------------------------- |
| 30            | Jennifer Harß             | 14. Juli 1987 | 3             | 2             | 0             | 1             | 190:00        | 6             | 1             | 94,17         | 1,89          | ECDC Memmingen (Bundesliga) |
| 13            | Stephanie Wartosch-Kürten | 12. Nov. 1978 | 2             | 1             | 0             | 1             | 120:00        | 5             | 0             | 87,50         | 2,50          | OSC Berlin (Bundesliga)     |

| Offizielle       | Offizielle  | Offizielle           | Offizielle    |
| Funktion         | Nat.        | Name                 | Geburtsdatum  |
| ---------------- | ----------- | -------------------- | ------------- |
| Cheftrainer      | Deutschland | Peter Kathan senior  | 7. Feb. 1949  |
| Assistenztrainer | Deutschland | Dieter Reinartz      | 28. Juni 1949 |
| Team-Manager     | Deutschland | Aurelia Vonderstrass | 18. März 1968 |

### Finnland
| Feldspielerinnen | Feldspielerinnen     | Feldspielerinnen | Feldspielerinnen | Feldspielerinnen | Feldspielerinnen | Feldspielerinnen | Feldspielerinnen | Feldspielerinnen | Feldspielerinnen | Feldspielerinnen                      |
| Nr.              | Name                 | Pos.             | Geburtsdatum     | Sp               | T                | V                | Pkt              | SM               | +/−              | Team                                  |
| ---------------- | -------------------- | ---------------- | ---------------- | ---------------- | ---------------- | ---------------- | ---------------- | ---------------- | ---------------- | ------------------------------------- |
| 10               | Sari Fisk – C        | F                | 17. Dez. 1971    | 5                | 0                | 0                | 0                | 4                | +1               | Espoo Blues (Naisten SM-sarja)        |
| 15               | Satu Hoikkala        | F                | 14. Jan. 1980    | 5                | 0                | 1                | 1                | 4                | −2               | Oulun Kärpät (Naisten SM-sarja)       |
| 5                | Satu Kiipeli         | D                | 24. Dez. 1980    | 5                | 0                | 0                | 0                | 2                | −2               | IHK Helsinki (Naisten SM-sarja)       |
| 24               | Kati Kovalainen – A  | D                | 24. Jan. 1975    | 5                | 1                | 0                | 1                | 6                | −1               | IHK Helsinki (Naisten SM-sarja)       |
| 2                | Hanna Kuoppala       | D                | 12. Sep. 1975    | 5                | 0                | 0                | 0                | 4                | −1               | Espoo Blues (Naisten SM-sarja)        |
| 3                | Emma Laaksonen – A   | D                | 17. Dez. 1981    | 5                | 1                | 0                | 1                | 8                | ±0               | Espoo Blues (Naisten SM-sarja)        |
| 9                | Terhi Mertanen       | D                | 4. Apr. 1981     | 5                | 0                | 0                | 0                | 6                | −2               | Oulun Kärpät (Naisten SM-sarja)       |
| 27               | Marja-Helena Pälvilä | F                | 4. März 1970     | 5                | 1                | 0                | 1                | 2                | +1               | Oulun Kärpät (Naisten SM-sarja)       |
| 11               | Oona Parviainen      | F                | 5. Sep. 1977     | 5                | 0                | 0                | 0                | 2                | −2               | Espoo Blues (Naisten SM-sarja)        |
| 25               | Mari Pehkonen        | F                | 6. Feb. 1985     | 5                | 3                | 0                | 3                | 2                | +3               | University of Minnesota Duluth (WCHA) |
| 4                | Heidi Pelttari       | D                | 2. Aug. 1985     | 5                | 1                | 2                | 3                | 2                | +1               | Tampereen Ilves (Naisten SM-sarja)    |
| 29               | Karoliina Rantamäki  | F                | 23. Feb. 1978    | 5                | 1                | 2                | 3                | 2                | +1               | Espoo Blues (Naisten SM-sarja)        |
| 12               | Mari Saarinen        | F                | 30. Juli 1981    | 5                | 1                | 1                | 2                | 4                | −5               | Tampereen Ilves (Naisten SM-sarja)    |
| 21               | Eveliina Similä      | F                | 10. Apr. 1978    | 5                | 0                | 0                | 0                | 0                | ±0               | Tampereen Ilves (Naisten SM-sarja)    |
| 20               | Saija Sirviö         | D                | 29. Dez. 1982    | 5                | 0                | 0                | 0                | 10               | −4               | Oulun Kärpät (Naisten SM-sarja)       |
| 18               | Nora Tallus          | F                | 9. Feb. 1981     | 5                | 0                | 1                | 1                | 4                | −3               | IHK Helsinki (Naisten SM-sarja)       |
| 22               | Saara Tuominen       | F                | 1. Jan. 1986     | 5                | 1                | 2                | 3                | 2                | +1               | Tampereen Ilves (Naisten SM-sarja)    |
| 8                | Satu Tuominen        | F                | 19. Nov. 1985    | 5                | 0                | 0                | 0                | 2                | −3               | Espoo Blues (Naisten SM-sarja)        |

| Torhüterinnen | Torhüterinnen  | Torhüterinnen | Torhüterinnen | Torhüterinnen | Torhüterinnen | Torhüterinnen | Torhüterinnen | Torhüterinnen | Torhüterinnen | Torhüterinnen | Torhüterinnen | Torhüterinnen                      |
| Nr.           | Name           | Geburtsdatum  | Sp            | S             | U             | N             | Min           | GT            | SO            | Sv%           | GTS           | Team                               |
| ------------- | -------------- | ------------- | ------------- | ------------- | ------------- | ------------- | ------------- | ------------- | ------------- | ------------- | ------------- | ---------------------------------- |
| 30            | Maija Hassinen | 2. Jan. 1984  | 4             | 1             | 0             | 3             | 195:17        | 11            | 0             | 87,5          | 3,38          | Tampereen Ilves (Naisten SM-sarja) |
| 1             | Noora Räty     | 29. Mai 1989  | 3             | 1             | 0             | 2             | 104:43        | 6             | 0             | 86,7          | 3,44          | Espoo Blues (Naisten SM-sarja)     |

| Offizielle       | Offizielle | Offizielle     | Offizielle    |
| Funktion         | Nat.       | Name           | Geburtsdatum  |
| ---------------- | ---------- | -------------- | ------------- |
| Cheftrainer      | Finnland   | Hannu Saintula | 4. Aug. 1957  |
| Assistenztrainer | Finnland   | Matti Koivula  | 28. Juni 1953 |
| Assistenztrainer | Finnland   | Juuso Toivola  | 17. März 1971 |
| Team-Manager     | Finnland   | Arto Sieppi    | 18. Aug. 1965 |

### Schweiz
| Feldspielerinnen | Feldspielerinnen    | Feldspielerinnen | Feldspielerinnen | Feldspielerinnen | Feldspielerinnen | Feldspielerinnen | Feldspielerinnen | Feldspielerinnen | Feldspielerinnen | Feldspielerinnen                  |
| Nr.              | Name                | Pos.             | Geburtsdatum     | Sp               | T                | V                | Pkt              | SM               | +/−              | Team                              |
| ---------------- | ------------------- | ---------------- | ---------------- | ---------------- | ---------------- | ---------------- | ---------------- | ---------------- | ---------------- | --------------------------------- |
| 22               | Silvia Bruggmann    | F                | 20. Feb. 1978    | 5                | 0                | 0                | 0                | 0                | ±0               | EV Zug (LKA)                      |
| 10               | Nicole Bullo        | D                | 18. Mai 1987     | 5                | 0                | 1                | 1                | 6                | −2               | HC Lugano (LKA)                   |
| 21               | Sandra Cattaneo     | F                | 25. Jan. 1975    | 5                | 0                | 1                | 1                | 2                | −1               | EHC Illnau-Effretikon (LKA)       |
| 4                | Daniela Diaz – A    | F                | 16. Juni 1982    | 5                | 2                | 1                | 3                | 4                | −2               | EV Zug (LKA)                      |
| 11               | Angela Frautschi    | D                | 5. Juni 1987     | 5                | 0                | 0                | 0                | 2                | −1               | DHC Langenthal (LKA)              |
| 15               | Ramona Fuhrer – C   | D                | 13. Apr. 1979    | 5                | 0                | 0                | 0                | 8                | +1               | DHC Lyss (LKA)                    |
| 9                | Ruth Künzle         | D                | 29. März 1972    | 5                | 0                | 1                | 1                | 6                | −1               | HC Lugano (LKA)                   |
| 20               | Kathrin Lehmann – A | F                | 27. Feb. 1980    | 5                | 3                | 2                | 5                | 29               | +1               | TV Kornwestheim (Bundesliga)      |
| 23               | Monika Leuenberger  | D                | 11. Apr. 1973    | 5                | 0                | 0                | 0                | 14               | −3               | EV Zug (LKA)                      |
| 75               | Jeanette Marty      | F                | 11. Aug. 1975    | 5                | 0                | 0                | 0                | 6                | ±0               | EV Zug (LKA)                      |
| 6                | Julia Marty         | D                | 16. Apr. 1988    | 5                | 2                | 1                | 3                | 4                | −2               | EV Zug (LKA)                      |
| 69               | Stefanie Marty      | F                | 16. Apr. 1988    | 5                | 2                | 1                | 3                | 2                | ±0               | EV Zug (LKA)                      |
| 66               | Christine Meier     | F                | 24. Mai 1986     | 5                | 1                | 0                | 1                | 2                | ±0               | EHC Illnau-Effretikon (LKA)       |
| 55               | Prisca Mosimann     | D                | 19. März 1975    | 5                | 0                | 2                | 2                | 4                | +2               | DHC Langenthal (LKA)              |
| 24               | Sandrine Ray        | F                | 11. Mai 1983     | 5                | 0                | 0                | 0                | 2                | −3               | HC Lugano (LKA)                   |
| 49               | Rachel Rochat       | F                | 10. Sep. 1972    | 5                | 1                | 2                | 3                | 0                | +2               | Needham Huskies (Boston Senior A) |
| 27               | Laura Ruhnke        | F                | 25. Dez. 1983    | 5                | 2                | 1                | 3                | 8                | +1               | HC Lugano (LKA)                   |
| 17               | Tina Schumacher     | F                | 20. März 1978    | 5                | 1                | 0                | 1                | 4                | −1               | DHC Lyss (LKA)                    |

| Torhüterinnen | Torhüterinnen            | Torhüterinnen | Torhüterinnen | Torhüterinnen | Torhüterinnen | Torhüterinnen | Torhüterinnen | Torhüterinnen | Torhüterinnen | Torhüterinnen | Torhüterinnen | Torhüterinnen                  |
| Nr.           | Name                     | Geburtsdatum  | Sp            | S             | U             | N             | Min           | GT            | SO            | Sv%           | GTS           | Team                           |
| ------------- | ------------------------ | ------------- | ------------- | ------------- | ------------- | ------------- | ------------- | ------------- | ------------- | ------------- | ------------- | ------------------------------ |
| 25            | Patricia Elsmore-Sautter | 28. Feb. 1979 | 3             | 0             | 0             | 3             | 149:40        | 12            | 0             | 88,4          | 4,81          | Roseau Rams (Minnesota Junior) |
| 41            | Florence Schelling       | 9. März 1989  | 3             | 1             | 0             | 2             | 150:00        | 6             | 1             | 93,3          | 2,40          | GCK Lions (Elite-A-Junioren)   |

| Offizielle        | Offizielle | Offizielle       | Offizielle    |
| Funktion          | Nat.       | Name             | Geburtsdatum  |
| ----------------- | ---------- | ---------------- | ------------- |
| Cheftrainer       | Schweiz    | René Kammerer    | 14. Aug. 1970 |
| Assistenztrainer  | Schweiz    | Michael Fischer  | 2. Nov. 1971  |
| Mannschaftsführer | Schweiz    | Patrick Fehlmann | 23. Mai 1969  |

### Vereinigte Staaten
| Feldspielerinnen | Feldspielerinnen    | Feldspielerinnen | Feldspielerinnen | Feldspielerinnen | Feldspielerinnen | Feldspielerinnen | Feldspielerinnen | Feldspielerinnen | Feldspielerinnen | Feldspielerinnen                               |
| Nr.              | Name                | Pos.             | Geburtsdatum     | Sp               | T                | V                | Pkt              | SM               | +/−              | Team                                           |
| ---------------- | ------------------- | ---------------- | ---------------- | ---------------- | ---------------- | ---------------- | ---------------- | ---------------- | ---------------- | ---------------------------------------------- |
| 8                | Caitlin Cahow       | D                | 20. Mai 1985     | 5                | 0                | 0                | 0                | 2                | +1               | Harvard University (ECAC)                      |
| 13               | Julie Chu           | F                | 13. März 1982    | 5                | 0                | 5                | 5                | 0                | +3               | Harvard University (ECAC)                      |
| 22               | Natalie Darwitz     | F                | 13. Okt. 1983    | 5                | 3                | 3                | 6                | 8                | +4               | University of Minnesota (WCHA)                 |
| 25               | Tricia Dunn-Luoma   | F                | 25. Apr. 1975    | 5                | 1                | 0                | 1                | 14               | +1               | University of New Hampshire (Hockey East)      |
| 9                | Molly Engstrom      | D                | 1. März 1983     | 4                | 0                | 0                | 0                | 6                | +3               | University of Wisconsin–Madison (WCHA)         |
| 11               | Jamie Hagerman      | D                | 7. Mai 1981      | 5                | 0                | 0                | 0                | 6                | +1               | Harvard University (ECAC)                      |
| 10               | Kim Insalaco        | F                | 4. Nov. 1980     | 5                | 0                | 0                | 0                | 4                | ±0               | Brown University (ECAC)                        |
| 18               | Kathleen Kauth      | F                | 28. März 1979    | 5                | 0                | 0                | 0                | 4                | ±0               | Brown University (ECAC)                        |
| 3                | Courtney Kennedy    | D                | 29. März 1979    | 5                | 0                | 0                | 0                | 10               | +2               | University of Minnesota (WCHA)                 |
| 20               | Katie King          | F                | 24. Mai 1975     | 5                | 6                | 2                | 8                | 2                | +6               | Brown University (ECAC)                        |
| 19               | Kristin King        | F                | 21. Juli 1979    | 5                | 1                | 1                | 2                | 4                | +2               | Dartmouth College (ECAC)                       |
| 27               | Sarah Parsons       | F                | 27. Juli 1987    | 5                | 4                | 3                | 7                | 0                | +9               | Noble & Greenough High School (US High School) |
| 12               | Jenny Potter        | F                | 12. Jan. 1979    | 5                | 2                | 7                | 9                | 4                | +10              | University of Minnesota Duluth (WCHA)          |
| 6                | Helen Resor         | F                | 18. Okt. 1985    | 5                | 0                | 2                | 2                | 10               | +10              | Yale University (ECAC)                         |
| 4                | Angela Ruggiero – A | D                | 3. Jan. 1980     | 5                | 2                | 4                | 6                | 6                | +4               | Harvard University (ECAC)                      |
| 14               | Kelly Stephens      | F                | 4. Juni 1983     | 5                | 2                | 2                | 4                | 12               | +3               | University of Minnesota (WCHA)                 |
| 5                | Lyndsay Wall        | D                | 12. Mai 1985     | 5                | 0                | 2                | 2                | 6                | ±0               | University of Minnesota (WCHA)                 |
| 7                | Krissy Wendell – C  | F                | 12. Sep. 1981    | 5                | 3                | 1                | 4                | 4                | +2               | University of Minnesota (WCHA)                 |

| Torhüterinnen | Torhüterinnen | Torhüterinnen | Torhüterinnen | Torhüterinnen | Torhüterinnen | Torhüterinnen | Torhüterinnen | Torhüterinnen | Torhüterinnen | Torhüterinnen | Torhüterinnen | Torhüterinnen                         |
| Nr.           | Name          | Geburtsdatum  | Sp            | S             | U             | N             | Min           | GT            | SO            | Sv%           | GTS           | Team                                  |
| ------------- | ------------- | ------------- | ------------- | ------------- | ------------- | ------------- | ------------- | ------------- | ------------- | ------------- | ------------- | ------------------------------------- |
| 31            | Pam Dreyer    | 9. Aug. 1981  | 1             | 1             | 0             | 0             | 60:00         | 0             | 1             | 100,00        | 0,00          | Brown University (ECAC)               |
| 30            | Chanda Gunn   | 27. Jan. 1980 | 4             | 3             | 0             | 1             | 249:58        | 6             | 1             | 89,29         | 1,44          | Northeastern University (Hockey East) |

| Offizielle         | Offizielle         | Offizielle     | Offizielle    |
| Funktion           | Nat.               | Name           | Geburtsdatum  |
| ------------------ | ------------------ | -------------- | ------------- |
| Cheftrainer        | Vereinigte Staaten | Ben Smith      | 22. Jan. 1946 |
| Assistenztrainerin | Vereinigte Staaten | Alana Blahoski | 29. Apr. 1974 |
| Assistenztrainer   | Vereinigte Staaten | Mike Gilligan  | 9. Apr. 1948  |
| Mannschaftsführer  | Vereinigte Staaten | Gavin Regan    | 9. Jan. 1962  |